# Агире (департамент)
Агире е департамент в провинция Сантяго дел Естеро, Аржентина. Столицата е Пинто.
Площта на департамента е 3692 km². Към 2010 г. населението му е 7610 души. Включва общините Аржентина, Касарес и Малбран.